# Terrorgruppe
Terrorgruppe és un grup alemany de punk rock format al barri berlinès de Kreuzberg el febrer de 1993. Les seves lletres tracten qüestions socials i polítiques, per exemple, la cançó «Kinderwahnsinn» parla de la idea del creixement demogràfic zero, i la cançó «Neulich Nacht» aborda els temes de l'homosexualitat i l'homofòbia. Les seves lletres també van en contra de l'extremisme de dreta, un tema comú per a moltes bandes de punk alemanyes. Terrorgruppe és conegut per les actuacions en directe que inclouen gags a l'escenari i la participació del públic.

## Història
Terrorgruppe es va separar per primera vegada l'any 2005. Això no obstant, la banda es va reunificar l'any 2013 després de col·laborar al DVD Sündige Säuglinge hinter Klostermauern zur Lust verdammt!, un documental sobre el grup. Al gener de 2016 va publicar un nou àlbum Tiergarten. Com a imatge de portada van utilitzar un autoretrat que s'havia fet un macaco. Aquest àlbum va ser el primer de Terrorgruppe que va entrar a les llistes d'èxits d'Alemanya i Àustria.
Els dos àlbums següents de Terrorgruppe també van ser a les llistes: l'àlbum en directe Superblechdose (2017) i Jenseits von Gut und Böse (2020). El grup va decidir que aquest àlbum seria l'últim, i va planejar presentar-lo en una gira. El 2022, Terrorgruppe va fer una petita gira de sis concerts. Poc abans de començar aquesta gira, va morir el baixista Zip Schlitzer. El concert final de la banda va tenir lloc el 21 de juliol de 2022 al Huxleys Neuer Welt de Berlín.

## Discografia

### Àlbums d'estudi
1. Musik für Arschlöcher CD (1995, Gringo/Metronome) LP (Teenage Rebell)
2. Melodien für Milliarden CD (1996, Gringo) LP (Teenage Rebell)
3. 15 Punkcerialien LP (1997, Gringo/Alternation)
4. Keiner hilft euch LP (1998, Gringo Records)
5. Über Amerika CD (1999, Byo (Cargo Records))
6. 1 World 0 Future (2000, Epitaph Records)
7. Fundamental (2003, Destiny/Aggropop)
8. Rust in Pieces (2006, Destiny/Aggropop)
9. Tiergarten (2016, Destiny/Aggropop)
10. Jenseits von Gut und Böse (2020, Destiny/Aggropop)
11. 1 World 0 Future  (2023, Epitaph Records) reedició amb 11 cançons extra